# Xã Sandy, Quận Tuscarawas, Ohio
Xã Sandy (tiếng Anh: Sandy Township) là một xã thuộc quận Tuscarawas, tiểu bang Ohio, Hoa Kỳ. Năm 2010, dân số của xã này là 2.979 người.